# Penalba (Paderne de Allariz)
Penalba es una aldea situada en la parroquia de San Ginés, del municipio español de Paderne de Allariz, en la provincia de Orense, Galicia.

## Demografía
| Gráfica de evolución demográfica de Penalba entre 2000 y 2023 |
|                                                               |
| Datos según el nomenclátor publicado por el INE.              |